# Ceraeochrysa claveri
Ceraeochrysa claveri is een insect uit de familie van de gaasvliegen (Chrysopidae), die tot de orde netvleugeligen (Neuroptera) behoort. 
Ceraeochrysa claveri is voor het eerst wetenschappelijk beschreven door Navás in 1911.